# Desmiphora amioca
Desmiphora amioca är en skalbaggsart som beskrevs av Maria Helena M. Galileo och Martins 1998. Desmiphora amioca ingår i släktet Desmiphora och familjen långhorningar. Inga underarter finns listade i Catalogue of Life.